# Grandson (Adelsgeschlecht)

Wappen der Familie Grandson

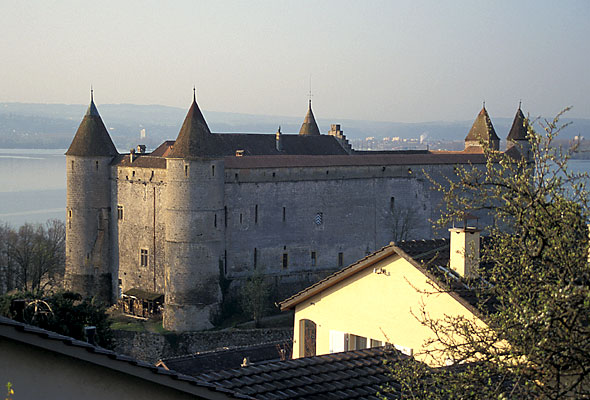
Schloss Grandson

Die Freiherren von Grandson waren ein begütertes Hochadelsgeschlecht in der Schweizer Waadt.
Sie nannten sich nach der Burg Grandson südwestlich des Neuenburgersees, waren das vorherrschende Geschlecht im nordwestlichen Waadtland und erbauten neben Grandson die Burgen von Belmont, Champvent, La Sarraz und Montricher.  Die Seitenlinie Grandson-Belmont spaltete sich 1185 ab. Nach dem Tode Ebals IV. begründeten seine Söhne die Linien La Sarraz (Gerhard), Champvent (Heinrich) und Grandson (Peter I.). Peters Sohn Othon bekleidete eine wichtige Stellung am Hof des englischen Königs Eduard I., er erbte die Güter der erloschenen Seitenzweige Champvent und La Sarraz. Von Othons jüngeren Brüdern war Wilhelm Mitglied des englischen Parlaments und führte den Titel eines Lord Grandisson, Gerhard (1275–1278) und  Heinrich (1278–1286) waren Bischöfe von Verdun. Durch die Heirat von Othons Neffen Peter II. mit Blanche, einer Enkelin von Graf Thomas II. von Savoyen, wurden die Herren von Grandson zu Gefolgsleuten der Grafen von Savoyen. Mit dem Tode Ottos III. († 1397) im Duell starben die Herren von Grandson aus und ihr Besitz fiel an Savoyen.  

## Familienmitglieder
- Lambert, um 1090 bis 1097/98 Bischof von Lausanne
- Aymo († 1262), von 1215 bis 1260 Bischof von Genf
- Gérard († 1278), von 1275 bis 1278 Bischof von Verdun
- Otto († 1309), 1306 Bischof von Toul und von 1306 bis 1309 Bischof von Basel
- Willelmeta von Grandson († (nach) 1309), Stifterin und Regentin von Greyerz
- Othon († 1328), englischer Baron Grandison
- Peter II. († um 1342), savoyischer Gefolgsmann
- Catherine Grandison († 1349), Comtesse of Salisbury und Mätresse König Eduards III. von England
- Wilhelm von Grandson († vor 1390), savoyischer Gefolgsmann